# Titanic Thompson
Alvin Clarence Thomas (30 de noviembre de 1893 - 19 de mayo de 1974) fue un jugador, golfista y estafador estadounidense, que mató a cinco hombres pero nunca fue acusado de un delito, más conocido como Titanic Thompson.
Thompson viajaba por todo el país apostando a las cartas, a los dados, al golf, al tiro, al billar, a las herraduras y a sus propias apuestas. Como golfista ambidiestro, jugador de cartas, tirador y tiburón del billar, sus habilidades y su reputación se comparaban con las del "mismísimo Merlín". El escritor Damon Runyon supuestamente basó en Thompson el personaje de Sky Masterson, el jugador-héroe de "El idilio de la señorita Sarah Brown" (en el que se basa el musical Guys and Dolls).En 1928, Thompson participó en una partida de póquer de alto riesgo que condujo a la muerte a tiros del jefe del crimen de Nueva York Arnold Rothstein, calificado entonces como el "crimen del siglo". Al año siguiente testificó en el juicio de George McManus, acusado del asesinato de Rothstein, pero posteriormente absuelto.

## Primeros años
Thomas nació en Monett, Misuri, pero se crio principalmente en una granja a 80 km al sur, cerca de Rogers, Arkansas, en las montañas Ozark. Su madre se volvió a casar tras el abandono del padre de Thomas, que era jugador. Thomas comenzó su carrera nómada y lucrativa de buscavidas en las zonas rurales del centro-sur de Estados Unidos hacia 1908, yéndose de casa a los 16 años con menos de un dólar en el bolsillo. No sabía leer ni escribir, había asistido a la escuela sólo de forma esporádica y no se sentía bienvenido en casa de su padrastro. Thomas pasó la mayor parte de su juventud desarrollando habilidades que utilizaría más tarde, como el tiro al blanco y la comprensión de las probabilidades en los juegos de cartas mediante el reparto maratoniano de manos.

## Carrera como trampero
De joven, Thomas era conocido por sus tíos por su precisión en el tiro. Supuestamente, le habían visto abatir pájaros con un tiro entre ceja y ceja a cincuenta metros de distancia. Estas habilidades le valieron trabajar con el capitán Adam Henry Bogardus en su "Miracle Medicine Show". Durante el espectáculo, Thomas entretenía a los espectadores disparando a latas de tarta, coles y engañando a los espectadores haciéndoles creer que disparaba a un dólar de plata desde el aire. En 1951, muchos años después de sus días en el "Miracle Medicine Show", Thomas demostró sus habilidades de tiro aún afiladas al ganar el Campeonato de Tiro con Trampa del Estado de Arizona durante cuatro años consecutivos, de 1951 a 1954.

## Servicio militar
Thomas fue reclutado a principios de 1918, varios meses después de que Estados Unidos entrara en la Primera Guerra Mundial. Tras el entrenamiento básico, en el que destacó, fue ascendido al rango de sargento. Thomas permaneció en Estados Unidos, entrenó a reclutas más jóvenes y no participó en el servicio en el extranjero ni en combates antes de que terminara la guerra en noviembre de 1918, cuando fue licenciado. Thomas también enseñó técnicas de juego a muchos de sus aprendices, y luego procedió a ganarles mucho dinero. Terminó la guerra con más de 50.000 dólares en efectivo, y utilizó gran parte de este dinero para comprarle a su madre una casa en Monett, Misuri, su lugar de nacimiento.

## Estilo de juego y apuestas favoritas
Más tarde, cuando Thompson hubo perfeccionado sus habilidades, se convirtió en un «jugador de carretera», un estafador ambulante que se convirtió en una leyenda clandestina al ganar todo tipo de proposiciones, muchas de ellas tramposas cuando no directamente fraudulentas. Entre sus favoritas estaban: apostar que podía tirar una nuez por encima de un edificio (antes había pesado la cáscara hueca con plomo), tirar la llave de una habitación grande en su cerradura y mover una señal de kilometraje de carretera antes de apostar que la distancia indicada a la ciudad era errónea. En una ocasión, Thompson apostó que era capaz de conducir una pelota de golf 500 yardas, utilizando un palo con mango de nogal, en una época en la que el drive de un jugador experto era de poco más de 200 yardas. Ganó esperando hasta el invierno y conduciendo la pelota a un lago helado, donde rebotó más allá de la distancia requerida en el hielo.
Entre los compañeros de Thompson en "el juego de las prisas" se encontraba el jugador de billar Minnesota Fats, que consideraba a Titanic un genio, "el mejor hombre de acción de todos los tiempos".
La única debilidad de Thompson, como él mismo admitió, eran las apuestas en las carreras de caballos, en las que perdió millones de dólares a lo largo de su vida en apuestas fallidas.

## Experto golfista
Dotado de una vista y una coordinación ojo-mano extraordinarias, era un atleta habilidoso, un crack del tiro y un golfista lo bastante bueno como para convertirse en profesional. Criado en un entorno pobre, lejos de los exclusivos campos de golf, Thomas no se dedicó seriamente al golf hasta pasados los treinta, pero mejoró muy rápidamente durante una larga temporada en San Francisco, donde recibió clases de profesionales de club y perfeccionó sus habilidades. A partir de entonces, jugó varias veces por semana durante los 20 años siguientes. En una época en la que los mejores golfistas profesionales ganaban con suerte 30.000 dólares al año, Thomas (que, tras un error de imprenta en un periódico de Nueva York, hizo creer a la gente que se llamaba Thompson) podía ganar esa cantidad en una semana timando a jugadores ricos de clubes de campo. Cuando se le preguntó si alguna vez se convertiría en profesional, respondió: "No podría permitirme el recorte salarial" El golfista Ben Hogan, miembro del Salón de la Fama, que viajó con él a principios de la década de 1930 para jugar partidas de dinero, dijo más tarde que Titanic era el mejor pegador que había visto nunca. "Puede jugar con la derecha o con la izquierda, no hay quien le gane", decía Hogan.Una de sus artimañas consistía en ganar a un golfista que jugaba con la derecha y ofrecerle el doble o nada por volver a jugar con la izquierda, como aparente concesión. Una cosa que su oponente no solía saber era que Thomas era zurdo por naturaleza El genio de Thomas era calcular las probabilidades de casi cualquier propuesta y apostar fuerte de esa manera. También tenía que rendir bajo presión, y casi siempre lo hacía.
A medida que envejecía, a Thompson le gustaba elegir a jóvenes promesas como compañeros de golf. Algunos de los que más tarde alcanzarían el estrellato en el PGA Tour fueron el joven y desconocido Ben Hogan, Ky Laffoon, Herman Keiser y Lee Elder. Otros golfistas conocidos que dejaron relatos documentados de primera mano sobre sus tratos y partidos con Thompson fueron Harvey Penick, Paul Runyan, Byron Nelson y Sam Snead, todos ellos incluidos en el Salón Mundial de la Fama del Golf.

## Matrimonios y familia
Casado cinco veces, Thompson tuvo tres hijos, todos varones, con tres esposas diferentes. También se le relacionó sentimentalmente con muchas mujeres. Entre sus supuestas aventuras se encontraban las actrices Myrna Loy y Jean Harlow Normalmente se casaba con una mujer joven, vivía con ella unos meses y luego volvía a la carretera, dejando una cómoda vivienda y apoyo económico a su recién divorciada esposa.

## Asesinatos
Thompson mató a cinco hombres. El primero fue en 1910, en una zona rural de Arkansas, cuando un hombre llamado Jim Johnson le acusó de hacer trampas a los dados y le arrojó del barco en el que viajaban (y que Thompson había ganado recientemente al apostar con su anterior propietario, un amigo de Johnson). Cuando Thompson volvió a subir a bordo, Johnson sacó un cuchillo y amenazó a la novia de Thompson, que también estaba a bordo. Thompson cogió un martillo y golpeó a Johnson varias veces en la cabeza antes de arrojarlo por la borda. Johnson, inconsciente, se ahogó. Thompson no mostró ningún remordimiento, afirmando que era culpa de Johnson por no saber nadar. El sheriff dio a Thompson la opción de someterse a juicio o entregar la escritura del barco y abandonar la ciudad; él eligió esta última opción.
Los otros cuatro hombres que mató Thompson fueron abatidos en defensa propia cuando intentaban robarle las ganancias del juego. Louis en 1919 (el jefe de policía local le dio las gracias por matar a dos ladrones de bancos buscados) El tercero se produjo en St. Joseph, donde Thompson y su guardaespaldas a sueldo dispararon entre los dos a dos hombres que intentaban robar en una partida de póquer (de nuevo, las víctimas eran delincuentes conocidos y no se presentaron cargos)El último asesinato de Thompson se produjo cerca de un club de campo de Texas en 1932, cuando disparó a un enmascarado que le estaba apuntando con una pistola. Resultó ser Jimmy Frederick, de dieciséis años, que había jugado de caddie para Thompson ese mismo día en un partido ganado. Frederick, moribundo, confirmó a los testigos que había intentado robar a Thompson.

## El caso Arnold Rothstein
El 4 de noviembre de 1928, Arnold Rothstein fue asesinado, supuestamente porque se negó a pagar sus deudas de una partida de póquer, celebrada el mes anterior, que él creía amañada. Esta partida había sido organizada por George McManus, que fue juzgado por el asesinato al año siguiente, en un proceso muy cubierto por los medios de comunicación. McManus fue finalmente absuelto por falta de pruebas, y nadie más fue juzgado por la muerte de Rothstein. Thompson había estado presente en la partida, y había participado activamente en ella; y fue él quien, en asociación con un tal Nate Raymond, presuntamente amañó la partida, dejando a Rothstein con unas deudas totales estimadas en 500.000 dólares. Thompson, que no estuvo presente en el tiroteo, declaró en el juicio de McManus, sin revelar su propio papel en la partida de póquer. Rothstein esperaba recuperar sus pérdidas apostando con éxito en las elecciones de 1928 de Herbert Hoover (nuevo presidente) y Franklin Delano Roosevelt (nuevo gobernador de Nueva York), que efectivamente se celebraron, poco después de la muerte de Rothstein. Thompson dijo más tarde a sus amigos íntimos que sabía que el verdadero asesino había sido el guardaespaldas de Rothstein.

## Origen del apodo
En su propia historia, publicada en Sports Illustrated en 1972,  Alvin Thomas, que figuraba como coautor, dijo:

En la primavera de 1912 fui a Joplin, Missouri, justo cuando el transatlántico Titanic chocó contra un iceberg y se hundió con más de 1.500 personas a bordo. Estaba en una sala de billar y le gané 500 dólares a un tipo llamado Snow Clark. Para darle una oportunidad de desquitarse, aposté 200 dólares a que podía saltar por encima de su mesa de billar sin tocarla. Si crees que es fácil, inténtalo. Pero yo podía saltar más lejos que una manada de ranas toro en aquellos días. Puse un viejo colchón al otro lado de la mesa. Luego tomé carrerilla y me lancé de cabeza al otro lado de la mesa de billar. Mientras contaba mi dinero, alguien preguntó a Clark cómo me llamaba. "Debe ser Titanic", dijo Clark. "Hunde a todo el mundo". Así que desde entonces fui Titanic.

Minnesota Fats, cuyo verdadero nombre era Rudolf Wanderone, dijo en una entrevista a Los Angeles Times que "Titanic obtuvo su apodo cuando se hundió con el Titanic en 1912. Se puso ropa de mujer para salvarse. Bajó del barco el primero".

## Partido Trevino contra Floyd
En la década de 1960, Thompson se instaló en Dallas y, aunque se acercaba a los 70 años, mantuvo un buen nivel de golf, y con frecuencia organizaba partidos en Tenison Park, un campo de golf municipal, y en el lujoso Glen Lakes Country Club. A mediados de la década, Thompson patrocinó a un joven Raymond Floyd, que por aquel entonces estaba empezando su carrera en el PGA Tour, pero que ya era un ganador, en un partido de grandes apuestas contra Lee Trevino, por aquel entonces un desconocido asistente profesional, en El Paso, en el campo de Trevino. Después de tres días de juego, los honores y las apuestas estaban igualados, con ambos jugadores muy por debajo del par en cada ronda. Trevino ganó confianza con el partido, y en pocos años se convirtió él mismo en una estrella del Tour, mientras que la carrera de Floyd también ascendía.

## Años posteriores
Thompson participó en las primeras Series Mundiales de Póquer en Las Vegas, Nevada, en 1970.Vivió sus últimos años en una residencia de ancianos cerca de Dallas. Thompson había hecho viajes de juego con su hijo mayor Tommy durante muchos años, pero tras la muerte de su padre, Tommy, que también se había convertido en un hábil y exitoso jugador, dejó el juego por un ministerio eclesiástico y más tarde aconsejó a presos, predicando para convencer a otros de que se mantuvieran alejados del juego.